# Marcelo Djaló
Marcelo Amado Djaló Taritolay (ur. 8 października 1993 w Barcelonie) – gwinejski piłkarz pochodzenia hiszpańskiego, występujący na pozycji obrońcy w Extremadurze oraz w reprezentacji Gwinei Bissau. Uczestnik Pucharu Narodów Afryki 2019 i 2023.